# 中国四国防衛局
中国四国防衛局（ちゅうごくしこくぼうえいきょく、Chugoku-Shikoku Defense Bureau）は、防衛省の地方防衛局のひとつ。2007年9月1日に広島防衛施設局（防衛施設局）及び装備本部大阪支部広島事務所、同玉野事務所を統合し発足した。
下部組織に、美保防衛事務所、津山防衛事務所、岩国防衛事務所、高松防衛事務所、玉野防衛事務所がある。

## 組織
- 職員数：227人（2007年7月1日時点）
- 予算：619億7900万円（2005年度）
- 下部機関数：5（2007年7月1日時点）

## 所在地・管轄区域
- 中国四国防衛局（本部）

広島市中区上八丁堀6番30号 広島合同庁舎四号館5・6・7・15F
鳥取県、島根県、岡山県、広島県、山口県、徳島県、香川県、愛媛県、高知県
【防衛装備品に関する事務 - 島根県、広島県、山口県（下関市を除く。）】
- 美保防衛事務所

米子市東町124-16
鳥取県、島根県
- 津山防衛事務所

津山市小田中1303-9
岡山県
- 玉野防衛事務所（防衛装備品に関する事務のみを担当）

玉野市玉4-1-6 立石ビル内
鳥取県、岡山県、徳島県（板野郡を除く。）、香川県、愛媛県、高知県
- 岩国防衛事務所

岩国市中津町2-15-7
広島県（大竹市）、 山口県
- 高松防衛事務所

高松市サンポート3-33 高松サンポート合同庁舎南館2F
徳島県、香川県、愛媛県、高知県

## 主要幹部
| 官職名           | 階級     | 氏名     | 補職発令日     | 前職                           |
| ---------------- | -------- | -------- | -------------- | ------------------------------ |
| 中国四国防衛局長 | 防衛技官 | 深和岳人 | 2025年08月01日 | 地方協力局地方協力課長         |
| 防衛補佐官       | 1等海佐  | 庄野崇   | 2025年08月01日 | 第202整備補給隊司令            |
| 玉野防衛事務所長 | 1等海佐  | 今井孝志 | 2025年03月24日 | 自衛艦隊司令部研究開発主任幕僚 |